# Bréchaumont
Bréchaumont (deutsch Brückensweiler) ist eine französische Gemeinde mit 406 Einwohnern (Stand 1. Januar 2022) im Département Haut-Rhin in der Region Grand Est (bis 2015 Elsass). Sie gehört zum Arrondissement Altkirch, zum Kanton Masevaux-Niederbruck und zum Gemeindeverband Sud Alsace Largue.

## Geografie
Die Gemeinde Bréchaumont liegt im Norden der Burgundischen Pforte zwischen Mülhausen und Belfort auf der Wasserscheide zwischen Rhein und Rhône.
Nachbargemeinden von Bréchaumont sind Saint-Cosme im Norden, Guevenatten im Nordosten, Traubach-le-Bas und Traubach-le-Haut im Südosten, Elbach im Süden, Chavannes-sur-l’Étang im Südwesten sowie Reppe (in der Region Bourgogne-Franche-Comté) im Westen.

## Geschichte
Eine erste Erwähnung erfuhr Bréchaumont im Jahr 1460 als Burkeswilr. 1581 hieß der Ort Bruckhartzweiler, 1793 Brechomont. Bis 1324 gehörte Bréchaumont zur Grafschaft Pfirt, kam dann an Habsburg und 1648 im Westfälischen Frieden an die französische Krone. Das Dorf war ursprünglich nicht frankophon. Die Flurnamen sind noch heute deutsch (Hinterwald, Rotacker, Klostermatten …). Unmittelbar westlich des Dorfes verlief eine Römerstraße.
Von 1871 bis zum Ende des Ersten Weltkrieges gehörte Brückensweiler als Teil des Reichslandes Elsaß-Lothringen zum Deutschen Reich und war dem Kreis Altkirch im Bezirk Oberelsaß zugeordnet.

### Bevölkerungsentwicklung
| Jahr      | 1910 | 1962 | 1968 | 1975 | 1982 | 1990 | 1999 | 2011 | 2020 |
| Einwohner | 330  | 232  | 243  | 270  | 339  | 351  | 345  | 420  | 405  |

## Sehenswürdigkeiten

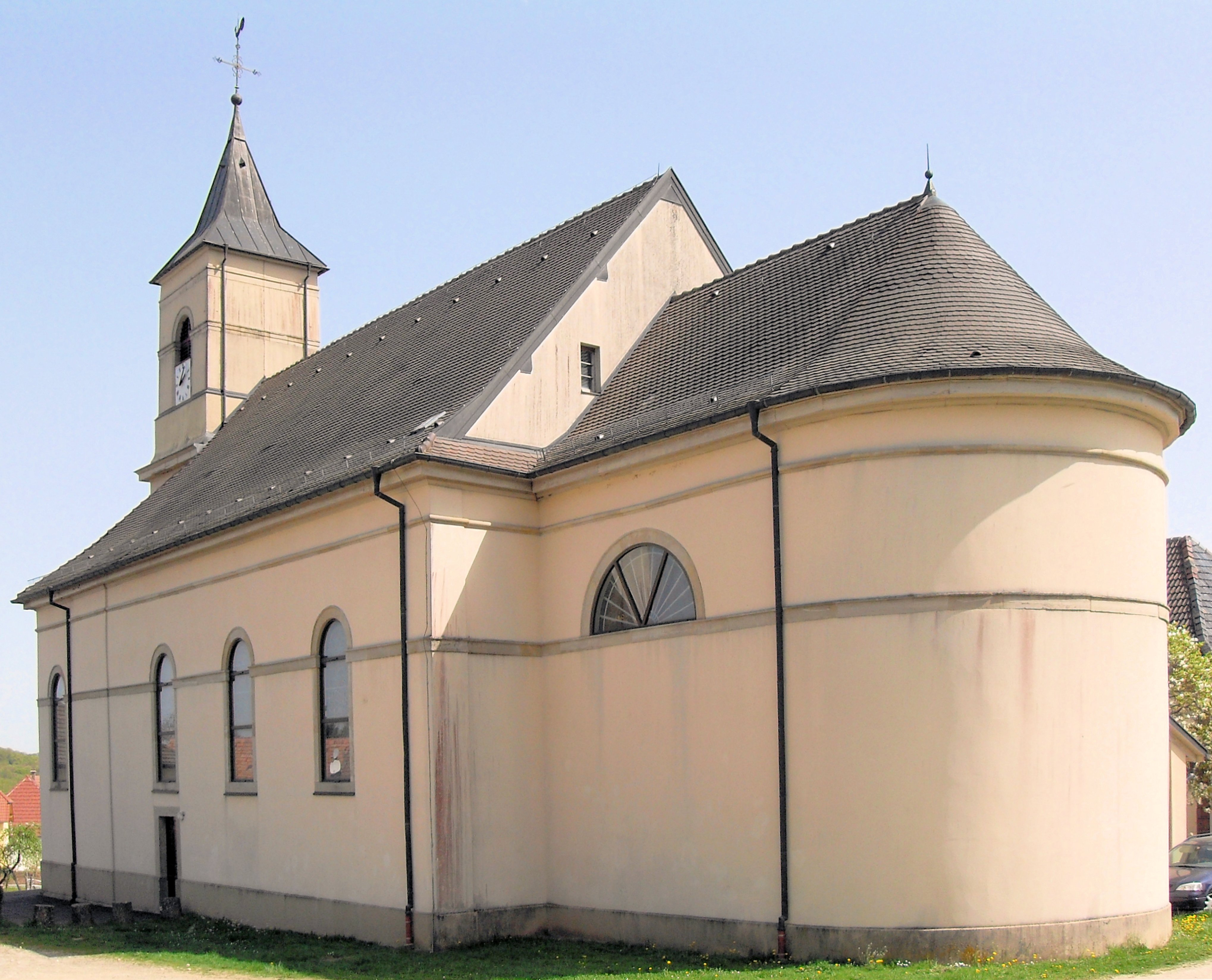
Kirche St. Aloisius

Die Pfarrkirche St. Aloysius (Église paroissiale Saint-Aloyse-de-Gonzague) in der Dorfmitte wurde 1842 errichtet. Sie gehört zu den schlichten spätklassizistischen Sundgauer Dorfkirchen der Louis-Philippe-Zeit. Sie besitzt noch einen Taufstein von 1609 und eine barocke Kanzel.
Kapelle Notre-Dame de Bellefontaine: Im Südwesten des Gemeindegebietes nahe der Grenze zur Region Bourgogne-Franche-Comté steht inmitten der Feldflur die Kapelle Notre-Dame de Bellefontaine. Sie entstand um 1750 direkt an einer Quelle, deren Wasser der Überlieferung nach einem schwer verletzten Jäger Genesung brachte. Ihre Betreuung wurde einem Einsiedler anvertraut. Von da an versuchten die Bewohner der Umgebung das heilende Wasser gegen verschiedene Krankheiten einzusetzen. In der Zeit der Französischen Revolution wurde die Kapelle geschlossen und religiöse Handlungen untersagt. Im Jahr 1792 wurde sie verkauft und diente in den darauffolgenden Jahrzehnten verschiedenen Zwecken. 1857 erfolgten notdürftige Reparaturen. 1914 wurde die Kapelle zerstört, französische Soldaten verheizten alles brennbare Material. Zum Ende des Ersten Weltkrieges hausten in den Überresten der Kapelle wilde Tiere. Zwischen 1927 und 1933 fanden umfangreiche Sanierungen statt. Nach dem Zweiten Weltkrieg nahmen die religiösen Aktivitäten allmählich ab. Die Kapelle befindet sich heute im Besitz der Gemeinde Bréchaumont und wird vom Verein Notre Dame de Bellefontaine betreut und gepflegt. Im Jahr 2004 erfolgte eine komplette Restauration. Seither findet jedes Jahr zu Himmelfahrt eine Prozession statt.
An der rue de l’Église mehrere Fachwerkbauten in Ständerbauweise. Diese mit dem weitabständige Fachwerk und den geschossübergreifenden Streben der Häuser (Nr. 9, 10, 11, 15) ist eine altertümlich Konstruktion, die schon vor dem Dreißigjährigen Krieg üblich war, aber auch noch lange nach dem Krieg im Gebrauch war.  

Kapelle Notre-Dame de Bellefontaine
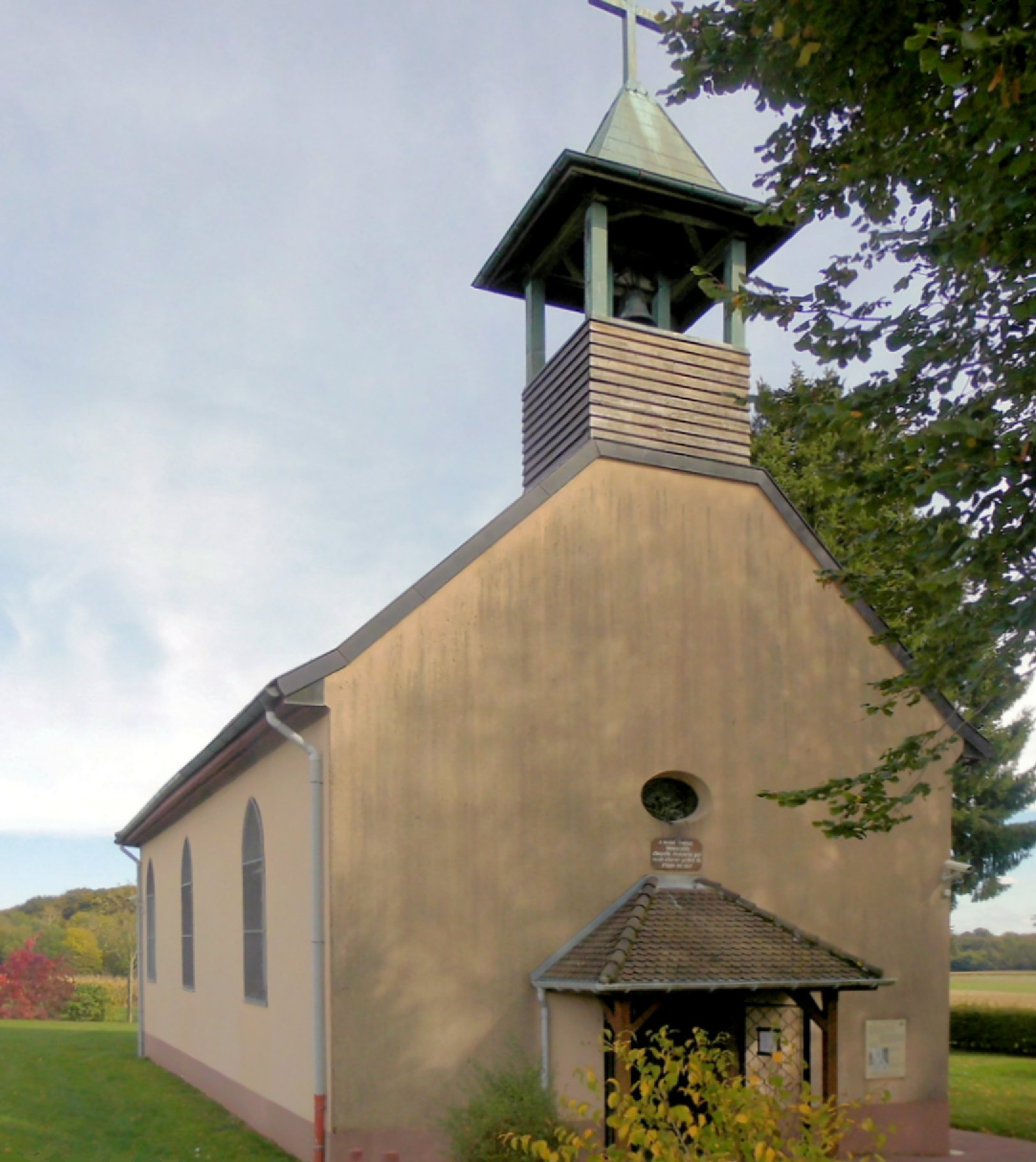
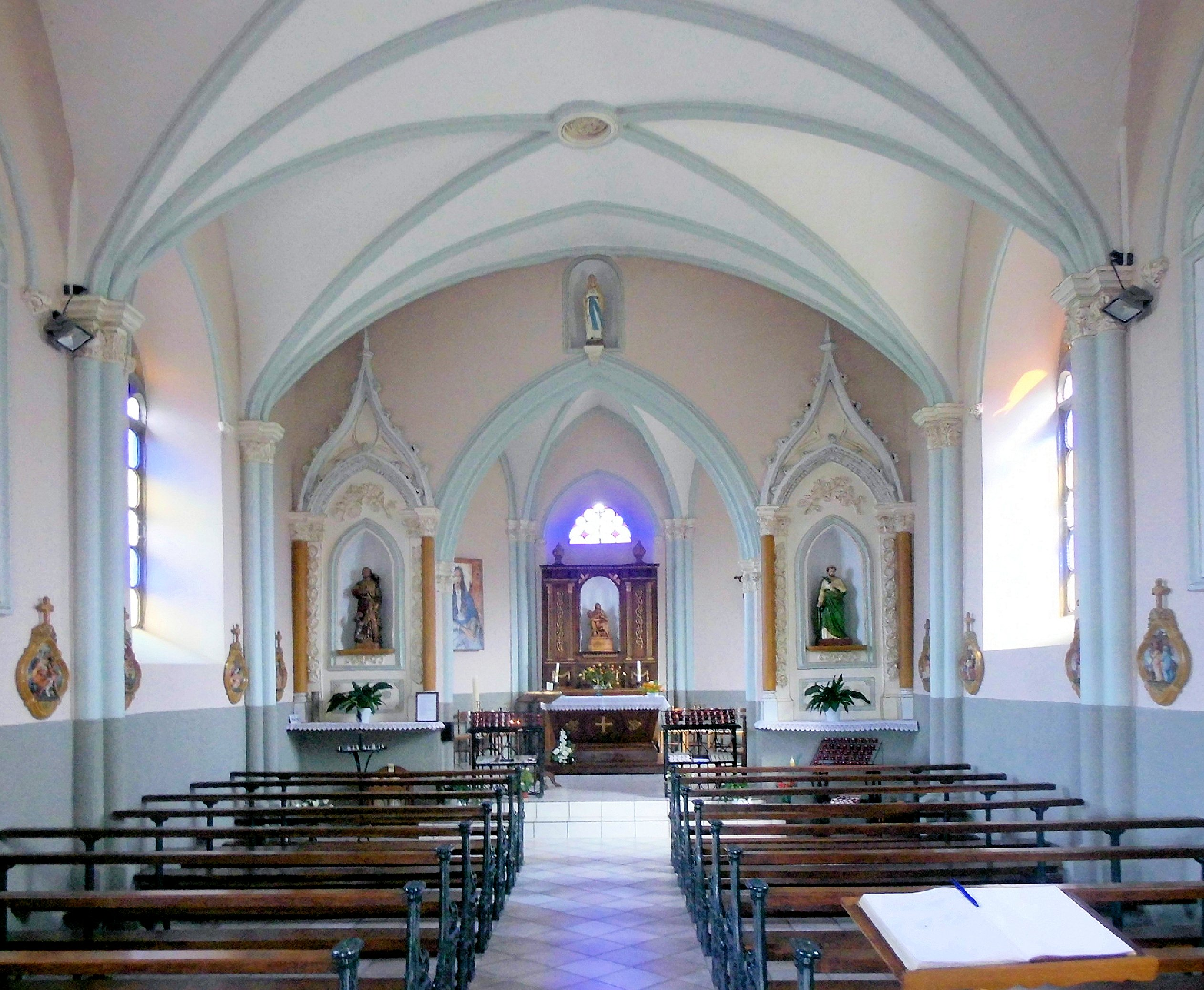

## Belege
1. ↑  Gemeindeverzeichnis Deutschland 1900 – Kreis Altkirch
2. ↑   Infotafel an der Kapelle (französisch)